# 鼓楼街道 (盖州市)
鼓楼街道，是中华人民共和国辽宁省营口市盖州市下辖的一个乡镇级行政单位。

## 行政区划
鼓楼街道下辖以下地区：
西关社区、永和社区、北关社区、兴辰社区、东关社区、前进社区、民和社区、兴隆社区、东市社区、胜利社区和民胜村。